# Euobrimus lacerta
Euobrimus lacerta är en insektsart som först beskrevs av Ludwig Redtenbacher 1906.  Euobrimus lacerta ingår i släktet Euobrimus och familjen Heteropterygidae. Inga underarter finns listade i Catalogue of Life.